# Pimpinella ionantha
Pimpinella ionantha är en flockblommig växtart som beskrevs av Takenoshin Nakai. Pimpinella ionantha ingår i släktet bockrötter, och familjen flockblommiga växter. Inga underarter finns listade i Catalogue of Life.